# Wilmar Roldán
Wilmar Roldán Pérez (Remedios, 24 gennaio 1980) è un arbitro di calcio colombiano.

## Carriera
Approdato all'occupazione di arbitro a 14 anni, ha arbitrato il suo primo match nel Fútbol Profesional Colombiano il 23 febbraio 2003, dirigendo Millonarios-Once Caldas. Nel gennaio 2008 ha ottenuto la qualifica di internazionale. È il più giovane arbitro ad essere affiliato alla CONMEBOL, ed è stato tra i più giovani ad aver arbitrato durante la fase finale della Copa Libertadores, dirigendo Boca Juniors-Atlas in occasione dei quarti di finale della Coppa Libertadores 2008.
Nell'estate 2011 è designato in semifinale di Copa Libertadores, e successivamente è convocato in vista della fase finale di Copa América.
Nell'agosto 2011 viene poi prescelto per la finale di andata della Recopa Sudamericana tra Independiente e Internacional de Porto Alegre.
Nell'aprile del 2012 la FIFA lo inserisce in una prima lista di preselezionati per i mondiali del 2014, convocandolo per il Torneo maschile di calcio delle Olimpiadi di Londra 2012. Nell'occasione dirige una partita della fase a gironi e un quarto di finale.
Nel giugno del 2013 è selezionato dalla FIFA per prendere parte ai Mondiali Under 20 in Turchia. Qui dirige due partite della fase a gironi.
Il 15 gennaio 2014 viene selezionato ufficialmente per i Mondiali 2014 in Brasile. Dirige due partite della fase a gironi: Messico-Camerun e Corea del Sud-Algeria.
Il 7 luglio 2014 termina la sua esperienza in Brasile, essendo tra gli arbitri mandati a casa a seguito del taglio effettuato dopo i quarti di finale e prima delle ultime quattro gare.
Nell'agosto 2014 viene designato per la finale di andata della Coppa Libertadores 2014, tra i paraguaiani del Nacional e gli argentini del San Lorenzo.
Nel 2015 viene convocato per la Copa America 2015 in Cile. Qui dirige dapprima Argentina-Paraguay (2:2) della fase a gironi poi il quarto di finale Bolivia-Perù (1:3) ed infine la finalissima tra i padroni di casa del Cile e i rivali dell'Argentina..
Nel novembre del 2015 viene selezionato per il Mondiale per club 2015, dove dirige il quarto di finale tra TP Mazembe e Sanfrecce Hiroshima.
Nel 2016 viene designato come arbitro della Copa América Centenario, dirigendo un incontro dell fase a gironi, più il quarto di finale tra Stati Uniti ed Ecuador.
Nel maggio 2017 viene resa nota dalla FIFA la sua convocazione alla Confederations Cup 2017, in programma a giugno 2017 in Russia. Nell'occasione dirige due gare della fase a gironi.
Il 29 marzo 2018 viene selezionato ufficialmente dalla FIFA per i mondiali di Russia 2018. In Russia dirige due gare della fase a gironi.